# Pengba
Pengba (kinesiska: 烹坝乡, 烹坝) är en socken i Kina. Den ligger i provinsen Sichuan, i den sydvästra delen av landet, omkring 190 kilometer väster om provinshuvudstaden Chengdu. Antalet invånare är 4 053. Befolkningen består av 1 936 kvinnor och 2 117 män. Barn under 15 år utgör 21,0 %, vuxna 15-64 år 70 %, och äldre över 65 år 7,0 %.
Genomsnittlig årsnederbörd är 1 146 millimeter. Den regnigaste månaden är juli, med i genomsnitt 229 mm nederbörd, och den torraste är december, med 8 mm nederbörd.